# 重原佐千子
重原 佐千子（しげはら さちこ、1983年7月14日 - ）は、日本のフリーキャスター、タレント。芸能事務所には所属しておらず、フリーランスとして活動している。電卓名人であり、第14回全日本電卓競技大会の日本一。
石川県河北郡津幡町出身、富山県高岡市在住。

## 経歴
石川県河北郡津幡町出身。富山大学経済学部卒業後、北國銀行に入行し、問屋町支店に勤務。1年8か月で退職後、キャスターに転身。
2008年より、『MROニュースランナー』（北陸放送）の天気コーナーを担当。『総力報道!THE NEWS MRO』に改題されたあともこのコーナーの担当を続け、2010年3月にて終了。
その後も、「電卓の早打ち名人」として全国的に有名になっていることもあり、後述のテレビ番組などに数多く出演している。

## 特技
- 珠算10段[5]、暗算10段[5]、電卓満点名人、簿記1級、高等学校教員免許、証券外務員。

### 電卓
- 電卓の早打ちの特技を持つ。
- 全日本電卓競技大会の戦績
  - 1998年、第1回大会、中学2年生のとき読上算で個人優勝[5]。
  - 2006年、第9回全日本電卓競技大会、大学4年生の時、出身地にある珠算塾にて団体優勝。
  - 2008年、第11回全日本電卓競技大会、個人・団体・種目別速打ちで優勝（3冠）。
  - 2009年、第12回大会は個人2位・団体3位[6]。
  - 2010年、第13回大会は個人5位・団体4位[7]。
  - 2011年、第14回大会は個人・団体優勝（2冠）[5][8]。また、幼なじみである男女各1人も前述の珠算塾出身者で、2011年度の大会に入賞している。
- 『行列のできる法律相談所』（2008年4月20日放送）では、歌いながら電卓打ち、両手で電卓打ちなどの技を披露した[9][10]。
- 2009年7月より『電卓名人』としてカシオ計算機の電卓イメージキャラクターに採用された。
- 電卓アイドル＝電ドルというニックネームを持つ。
- テレビ朝日の『松岡修造の情熱チャージ 熱血!ホンキ応援団』にて、愛知県立新城高等学校（電卓ガールズ）のコーチ（スペシャル応援人）を務め[11]、全国3位[7]まで育てた。2009年12月19日[12]と2010年2月20日[13]に放送された。初回の放送日のGoogleの急上昇キーワードランキングにて「重原佐千子」が1位になった[14]。

### そろばん
- 国際珠算競技大会の中高生の部において、中学3年生と高校2年生のときに、国際大会優勝[5]。

## 著書
- 『重原佐千子の驚速!電卓速打ちテクニック&トレーニング―簿記・税理士・公認会計士試験、就職試験など合格への早道!』 ISBN 4924914118

## 出演

### テレビ
過去・単発出演
- ごちそうフライデー（北陸放送、2008年） - 天気キャスター
- MROニュースランナー（北陸放送、2008年 - 2009年） - 天気キャスター
- 総力報道!THE NEWS MRO（北陸放送、2009年 - 2010年3月） - 天気キャスター
- えなりかずき!そらナビ（中部日本放送） - 石川県中継担当
- がっちりマンデー!!（TBS、2007年8月21日）
- 行列のできる法律相談所（日本テレビ、2008年4月20日・11月23日）
- 中居正広の金曜日のスマたちへ（TBS、2008年8月22日）
- ビーバップ!ハイヒール（朝日放送、2008年11月6日）
- 松岡修造の情熱チャージ 熱血!ホンキ応援団（テレビ朝日、2009年12月19日・2010年2月20日）
- 出没!アド街ック天国（テレビ東京、2010年2月27日）
- 大阪ほんわかテレビ（読売テレビ、2010年3月7日）
- 森田一義アワー 笑っていいとも!（フジテレビ、2010年11月25日）
- げつきんワイド!おいね★どいね（MROラジオ、金曜日午後担当）
- eライフノート（ナビゲーター）
- 得盛!（北陸放送）
- モリラジ!（MROラジオ、リポーター）

### CM
- 育英センター（2009年 - ）[15]
- ローソン（2010年・北陸3県限定）
- 北陸電力